# ジェットハナアルキ
ジェットハナアルキ (Aurivolans propulsator ) は鼻行類に属する架空の哺乳類。
ドイツ・バーデン＝ヴュルテンベルク州・カールスルーエにある州立自然博物館の生物学者シュテフェン・ヴォアス (Steffen Woas) によって書かれた、『ジェットハナアルキ Aurivolans propulsator PILOTOVA （哺乳綱，鼻行目）における飛行の原理について』【原題：Grundsaetzliche Bemerkungen zum Flugvermoegen von Aurivolans propulsator Pilotova (Mammalia, Rhinogradentia) 】と題されたパロディ論文内で述べられている。論文の背景として同じくパロディ論文であるゲロルフ・シュタイナーの『鼻行類』を下敷きとし、その世界を借りた派生作品となっている。

## 論文の経緯
この論文はもとは1980年4月1日の ”火曜の夕べ” ガイダンスのための原稿として制作され、その後博物館の発行物『カロリネア』 (Carolinea) 1982年40号に掲載された。
日本語版の『鼻行類』が日高敏隆を主翻訳者として思索社から出版される際に、本論文の和訳（訳は中嶋康裕による）も補遺としてシュタイナーの本文の後に掲載された。これは最初に出版した思索社だけでなく、その後絶版となっていた『鼻行類』を再版した博品社の版でも掲載されていたため、日本ではこの論文の存在（とジェットハナアルキ自身）は比較的よく知られている一方、海外の各言語版では当然のことながら掲載されていない。また、日本語版においても、現在入手可能な平凡社ライブラリー版では「有名な本を原著のままの形で収録することも文庫版の一つの意味だと考えて」他者による派生作品であるこの論文は割愛された。そのため2016年現在、この論文を日本語で読もうとするならば『鼻行類』の旧版を探すしかない。

## ジェットハナアルキの記載
ジェットハナアルキ (Aurivolans propulsator ) は哺乳綱鼻行目トビハアナルキ科に属するハナアルキの一種。直腸からのジェット推進で空を飛ぶことで特筆に値する。

### 発見
シュテンプケによれば西洋文明がハイアイアイ群島とその住人と出会ったのは1941年にE. ペテルスン＝シェムトクヴィストがハイダダイフィ (Hi-Duddify) 島に漂着したのが最初であるとされていたが、それ以前にロシアの女性生物学者 O. R. ピロトヴァ (O. R. Pilotova) が J. F. トゥルマンスキー (J. F. Turmansuki) とともにヌールビッシ島 (Noorubissy) に調査旅行に訪れ、この動物を採取していたことが示された論文をヴォアスが手に入れた。この動物の記載者はピロトヴァだが、言及された論文の執筆時にはすでに行方不明であり、記載論文とその正確な発行年度は明らかにされていない。

### 分布
南太平洋上のハイアイアイ群島の北西端にあるヌールビッシ島で標本が採集されている。ほかの島にも生息していたかどうかは不明である。

### 解剖学的記載

#### 外形
全体的な外形は同様に飛翔性のハナアルキであるダンボハナアルキ (Otopteryx volitans ) に類似しており、鼻腿 (Nasur)・鼻脛 (Nasibia)・鼻指 (Rhinanges) が関節でつながった完全な鼻脚 (Nasen-Bein) に変化した鼻器 (Nasarium)、翼として機能する大型の外耳、発達した前肢に対し消失した後肢、などの特徴は共通である。一方で、尾がほぼ消失しているダンボハナアルキに対して細いが非常に強力な筋肉質の尾を持つこと、ダンボトビハナアルキを含む他のトビハナアルキ科の毛並みはその進行方向に対応して逆行しているのに対しジェットハナアルキは順行の毛並みを持つこと、などで容易に区別できる。

#### 消化系
ジェットハナアルキの消化系は、瘤胃・網胃・葉胃・皺胃に分化するという反芻類との見事な収斂を示す胃と、奇蹄類のような発達した盲腸を併せ持つ。瘤胃・盲腸どちらにもメタン生成菌が共生しており、飛行のためのガスはここで作られる。消化系の最後部は推進直腸 (Propulsionsrectum) と名付けられたこの動物独自の器官となっており、ここからのガスの噴出によって推進力を得る。噴射は連続的でなく、毎秒数十回から数百回の断続的な噴射の連続からなるが、推進直腸の前部と後部が交互に開くことでこの断続的な噴射がもたらされる。

#### 翼
翼耳はスーパークリティカル翼型を形成しており、翼耳付け根付近に見られる2列の直立した剛毛の列は境界層制御のためであると考えられている。
翼耳を羽ばたかせることはないため、ダンボハナアルキが持っているような耳翼骨 (Os alae auris) や発達した飛翔筋（飛機頬耳筋・飛機挙筋）はない。飛行時の翼耳の展開と維持は特殊化した血管系の水力学的作用による。その血管系が働いていない休息時は耳が垂れ下がった状態である。

#### 尾
尾は非常に長いにもかかわらず尾椎は尾の根本付近に10個しかなく、全体として強靱で伸縮性に富んだ筋肉の塊となっている。
尾の先端は把握底と皮膚紋理をそなえて把握機能を持ち、一部の新世界ザルのように物に巻き付くことが可能となっている。トビハナアルキも同様に尾端に把握機構をもつが、トビハナアルキの把握器官は二股に分かれ毛から変質した爪を備えた捕獲ばさみであり、両者に相同関係はない。

### 生態
食性はほぼ果実のみに特化しており、空中から木の枝にとまった後、樹上を跳びはねて採餌にかかる。繁殖についてはほとんど述べられていない。

### 飛行
離陸は樹上から行われる。離陸に際しては推進機関へのガス供給準備のため2分ほどの予備運動が必要となる。この予備運動は充填ジャンプとよばれ、約10秒ごとに1-2cmほどその場で跳び上がるものである。その充填ジャンプ中に上記の血管系によって翼耳が飛行位置にまで展開していき、鼻指間平衡膜は鼻脚によって前方へ伸ばされていく。ガス充填が充分となり推進機関内の圧力が均一になるとガスの噴出が始まり離陸が開始される。ガス噴出が直腸からなされるため、飛行方向はダンボトビハナアルキとは逆に頭部を前方として進む。
枝から飛び立った直後は50Hz程度だったガス噴射サイクルはすぐに200Hzほどに回数を増し、それとともに動物自身も上空へ急上昇する。上昇力は推定で3,000m/分である。上昇してガスを使い果たした後は噴射を停止して滑空飛行に移行し、滑空中にガスがある程度回復すると低周波噴射により巡航飛行を行う。飛行中の制御は先尾翼として働く前方に展開した鼻指間平衡膜と、血管系による翼耳の微妙な迎角調整によって行われる。
着地の際には尾を使った少々強引な方法を用いる。噴射を停止し滑空した状態で鼻指間平衡膜と翼耳の角度を変化させて速度を落とし、着地したい木の枝の上をフライパスする。通り過ぎる瞬間に下にのばした長い尾の先端を木の枝に巻き付け、筋肉質の尾の弾性に速度を吸収させて強制的に停止する。

## 内容
この論文の下敷きとなった『鼻行類』が、「ある系統の動物が閉鎖された環境の中でどのように適応放散していくか」を広く考察しているのに対し、本論文はある特殊な行動をする架空の動物1種に焦点を当て、その生態や体制を深く考察している。
『鼻行類』においても、滑空ではなく能動的に空を飛ぶ真の飛行動物としてダンボハナアルキが想定されていた。ダンボハナアルキは（その由来が耳であるという点で脊椎動物としては他に例を見ないものであるとしても）少なくとも翼を羽ばたかせて飛行していた。このジェットハナアルキはダンボハナアルキの近縁であり、耳を翼として用いることは同じながらその翼は固定されており羽ばたかない。その代わりに直腸からのガス噴出によって推進力を得て、その推進力に起因する固定翼の揚力によって飛行する動物として描かれている。動物の生態を描写する論文にもかかわらず、「ラムジェット・エンジン」、「超臨界翼型」（スーパークリティカル翼型）、「境界層」、「拘束フック」（アレスティングフック）、「マッハ」など航空機関連の用語がちりばめられ、最高速度がマッハ0.8、上昇能力が3,000m/分、という数値はまさに初期のジェット機並みの数値である。
なお、要約には「ラムジェット・エンジンの原理」とあるが、厳密な意味でのラムジェット・エンジンは、吸気圧縮にラム圧を用いるジェット・エンジンであるため、始動時の対気速度がマッハ3以上である必要があり静止状態や低速では用いることができない。しかしこの動物の最大速度は（生物としては非常に高速ではあるものの）マッハ0.8程度でありその領域には至っていない。また、そもそもこの動物の噴射ガスは燃焼ガスであるとは一言も書かれておらず、ガスの燃焼に必要な酸素の吸気口（エアインテーク）や供給経路、混合気への着火方法についてもいっさいの説明はない。
ジェット・エンジンの中ではパルスジェット・エンジンは断続的な噴射を行い、その点においてこの動物の噴射方法と共通点を持つが、筆者がラムジェットとパルスジェットを混同していたのか、理解した上であえてラムジェットと書いたのかは不明である。
また、『鼻行類』においてもユーモアの一環として部族名など固有名詞がくしゃみの擬音語から取られていたりしたが、この論文でもピロトヴァの論文を紹介した架空の筆者名 J. E. ナルガス (J. E. Cnalgass) はドイツ語の"Knallgas" （爆鳴ガス）に由来する可能性が示唆されている。

## 類例
この論文はゲロルフ・シュタイナーの『鼻行類』に影響を受けて同様のスタイルのパロディ論文として書かれたが、ほかにも『鼻行類』に影響を受けて、パロディ・ジョークであることを明示せずに書かれた論文が存在する。
この論文と同じく『鼻行類』の世界を借りたものとして、2004年に Russian Journal of Marine Biology に掲載されたM. I. Kashkina による"Dendronasussp. -- a New Member of the Order Nose-Walkers (Rhinogradentia)" と、V. V. Bukashkina の"New Parasitic Species of Colonial Rhinogradentia" がある。
日本においては、荒俣宏が『世界大博物図鑑・哺乳類』にて鼻行類の項目をフィクションとは断らず、新たな現地伝承やド・ゴールの対応の下りなど荒俣独自の創作とともに紛れ込ませた例がある。また鼻行類ではないが、同じく架空の動物に関する同姿勢の論文として、1987年に疋田努は自然史関連の月刊誌『アニマ』にやはりフィクションとは明示せずに架空の爬虫類リュウトカゲを解説した『龍の生態と行動』を掲載している。